# Janneke Brauckman
Janneke Andrea Brauckman (Odoornerveen, 8 maart 1999) is een Nederlands powerlifster. 
In 2019 startte Brauckman Beresterk Coaching met haar vriend. In 2021 opende ze hun eigen sportschool in Emmen. Hetzelfde jaar behaalde ze zilver op de European Classic Powerlifting Championships voor junioren in het Zweedse Västerås. In september werd ze vierde op het wereldkampioenschap powerliften voor junioren in de klasse tot 57 kilo, met een zilveren plek bij het onderdeel bankdrukken.

## Resultaten

### Powerlifting
| Jaar | Kampioenschap            | Divisie | Categorie | Squat | Bankdrukken | Deadlift | Totaalgewicht | Plaats |
| ---- | ------------------------ | ------- | --------- | ----- | ----------- | -------- | ------------- | ------ |
| 2021 | Europees Kampioenschap   | Junior  | 57        | 140   | 95          | 170      | 405           | Zilver |
| 2021 | Wereldkampioenschap      | Junior  | 57        | 142.5 | 105         | 167.5    | 415           |        |
| 2021 | Nederlands kampioenschap | Junior  | 57        | 142.5 | 100.5       | 162.5    | 405.5         |        |